# 我心我行
《我心我行》是2022年上映的台灣舞蹈題材传记文獻紀錄片，由姚宏易執導，以戲劇形式展現臺灣國寶級舞蹈家許芳宜的生平。電影於2022年11月11日在台灣上映，在第59屆金馬獎中獲得三項提名。

## 演員
- 許芳宜
- 孫翠鳳
- 陳竹昇
- 謝盈萱

## 獎項
| 大獎         | 獎項             | 提名者       | 結果 | 參考  |
| ------------ | ---------------- | ------------ | ---- | ----- |
| 第59屆金馬獎 | 最佳攝影         | 姚宏易       | 提名 | [ 4 ] |
| 第59屆金馬獎 | 最佳動作設計     | 許芳宜       | 獲獎 | [ 4 ] |
| 第59屆金馬獎 | 最佳原創電影音樂 | 李哲藝、林強 | 提名 | [ 4 ] |

## 外部連結
- 互联网电影数据库（IMDb）上《我心我行》的资料（英文）
- 開眼電影網上《我心我行》的資料（繁體中文）